# Allopauropus modestus
Allopauropus modestus är en mångfotingart som först beskrevs av Hansen 1902.  Allopauropus modestus ingår i släktet småfåfotingar, och familjen fåfotingar. Inga underarter finns listade i Catalogue of Life.